# Rhynchostegium huttonii
Rhynchostegium huttonii är en bladmossart som beskrevs av Jean Édouard Gabriel Narcisse Paris 1900. Rhynchostegium huttonii ingår i släktet näbbmossor, och familjen Brachytheciaceae. Inga underarter finns listade i Catalogue of Life.